# Geocode (spoorlijn)
Alle spoorlijnen in Nederland kunnen worden aangeduid met een unieke geocode, een nummer tussen de 000 en de 999. In combinatie met de kilometrering op een spoorlijn kan de locatie van elk stukje spoorlijn worden aangeduid. De combinatie 095/007.860 voor geocode/kilometer, is bijvoorbeeld de plaats van de overweg aan de Dorpsweg in Maartensdijk, waarbij het hart van de weg als meetpunt wordt genomen. ProRail gebruikt deze gegevens onder andere bij het beheer en onderhoud van de spoorlijnen. De meeste actuele geocodes zijn op het Nederlandse gedeelte van OpenRailwayMap aangegeven.
Behalve dat alle spoorlijnen in Nederland een geocode hebben, hebben er veel ook een bijnaam.

## Indeling nummerreeksen
De ligging van de geocodes in Nederland is enigszins historisch bepaald. De waarde ervan zegt over het algemeen wel iets over het soort spoorlijn:
- onder de 400 voor gewone spoorlijnen
- in de 400-serie voor goederenspoorlijnen
- in de 500- en 600-serie en een paar 700 voor emplacementen
- in de 800-serie behoren tot de spooraansluitingen, aansluiting van één bedrijf met een wissel aan het spoorwegnet
- in de 900-serie zijn NS-complexen
- Geocodes 950 en hoger zijn delen van de Havenspoorlijn Rotterdam en de Betuweroute en wijken dus van deze indeling af.

## Websites
- SporenplanOnline
- Het Utrechts Archief, baanvakken op geocode